# Eckart (Name)
Eckart ist ein deutscher männlicher Vorname, abgeleitet von Ekkehard, sowie ein Familienname.

## Namensträger

### Vorname
- Eckart von Pernegg († 1399), Bischof von Chiemsee
- Meister Eckart (≈1260–1328), christlicher Mystiker

- Eckart Dux (1926–2024), deutscher Schauspieler, Synchron- und Hörspielsprecher
- Eckart Frey (1949–2024), deutscher Althistoriker
- Eckart Friedrichson (1930–1976), deutscher Schauspieler
- Eckart Hahn (* 1971), deutscher Maler
- Eckart Heinze (1922–1979), deutscher Journalist und Schriftsteller
- Eckart von Hirschhausen (* 1967), deutscher Moderator, Zauberkünstler und Comedian
- Eckart Höfling (1936–2014), deutscher Franziskaner
- Eckart Hübner (* 1960), deutscher Fagottist und Dirigent
- Eckart von Klaeden (* 1965), deutscher Rechtsanwalt, Lobbyist und Politiker (CDU)
- Eckart Kroneberg (1930–2013), deutscher Schriftsteller
- Eckart Krumbholz (1937–1994), deutscher Schriftsteller und Herausgeber
- Eckart Lange (* 1947), deutscher Musikpädagoge
- Eckart Lange (* 1961), deutscher Landschaftsplaner und Hochschullehrer
- Eckart Lohse (* 1963), deutscher Historiker, Journalist und Publizist
- Eckart Lottmann (1950–2020), deutscher Journalist und Filmemacher
- Eckart Otto (* 1944), deutscher Theologe
- Eckart Roloff (* 1944), deutscher Journalist, Medienforscher und Buchautor
- Eckart Rüther (* 1940), deutscher Psychiater, Hochschullehrer
- Eckart Schlemm (* 1948), deutscher politischer Beamter (SPD)
- Eckart Schwerin (1937–2009), deutscher evangelischer Theologe und Staatssekretär
- Eckart Straube (1939–2025), deutscher Psychologe, Psychotherapeut und Autor
- Eckart Witzigmann (* 1941), österreichischer Koch, Gastronom und Kochbuchautor
- Eckart Würzner (* 1961), deutscher Politiker, amtierender Oberbürgermeister von Heidelberg

### Familienname
- Alfred Eckart (Politiker) (1901–1940), deutscher Politiker (NSDAP)
- Alfred Eckart (Grafiker) (1908–1998), deutscher Maler und Plakatkünstler
- Andreas Eckart (* 1957), deutscher Physiker und Astronom
- Angelika M. Eckart (* 1956), deutsche Theologin
- Anselm Eckart (1721–1809), deutscher Ordenspriester, Missionar und Naturforscher
- Christel Eckart (* 1945), deutsche Soziologin
- Christian Eckart (* 1959), kanadisch-US-amerikanischer Künstler
- Carl Henry Eckart (1902–1973), US-amerikanischer Physiker und Ozeanograph
- Dennis E. Eckart (* 1950), US-amerikanischer Politiker
- Dieter Eckart (1938–2017), deutscher Journalist und Herausgeber
- Dietrich Eckart (1868–1923), deutscher Publizist und Autor
- Gabriele Eckart (* 1954), deutsche Schriftstellerin
- Gabriele Schwarz-Eckart (1937–1943), deutsches Mädchen, Opfer des Holocaust
- Gottfried Eckart (1906–1999), deutscher Physiker, Elektrotechniker und Hochschullehrer
- Eckart, Heinrich, deutscher Bildhauer
- Joachim Eckart (Mediziner) (1928–2023), deutscher Anästhesist und Ernährungsmediziner
- Joachim Eckart (* 1955), deutscher Theologe

- Johann Georg Eckart (1736–1814), deutscher Goldschmied und Amtsvorsteher in Hannover, siehe Johann Georg Eckhardt (Goldschmied)
- Johann Georg Eckart (Juwelier) (vor 1770–nach 1807), hochfürstlich ansbachischer Hofjuwelier
- Karl Leon Du Moulin-Eckart (1900–1991), deutscher SA-Führer
- Lutz Eckart (1919–2000), deutscher Maler
- Nicolaus Eckart (1794–1862), deutscher Politiker
- Otto Eckart (1936–2016), deutscher Lebensmittelunternehmer
- Peter Eckart (Schriftsteller) (eigentlich Herbert Eckert; 1898–nach 1949), deutscher Schriftsteller
- Peter Eckart (Designer) (* 1961), deutscher Designer und Hochschullehrer
- Rena Eckart, Ehename von Rena Scheithauer (* 1958), deutsche Badmintonspielerin
- Richard Du Moulin-Eckart (1864–1938), deutscher Historiker
- Rudolf Eckart (1861–1922), deutscher Germanist und Volkskundler
- Simon Eckart (1848–1919), deutscher Steinmetz, Bauunternehmer und Politiker
- Theodor Eckart (1828–1893), deutscher Heimatforscher und Schriftsteller
- Tommi Eckart (* 1963), deutscher Musiker und Musikproduzent
- Vanessa Eckart (* 1987), deutsche Schauspielerin und Synchronsprecherin
- Verena Eckart, Geburtsname von Verena von Asten (1932–2025), deutsche Schriftstellerin
- Walther Eckart (1890–1978), deutscher Lehrer und Schriftsteller
- Werner Eckart (1909–1997), deutscher Lebensmittelunternehmer
- Wolfgang U. Eckart (1952–2021), deutscher Medizinhistoriker